# Shioya
Shioya (塩谷町?) è una cittadina giapponese della prefettura di Tochigi.